# Condado de Sacramento
El condado de Sacramento (en inglés: Sacramento County), fundado en 1850, es uno de 58 condados del estado estadounidense de California. En el año 2020, el condado tenía una población de 1 585 055 habitantes y una densidad poblacional de 620 personas por km². La sede del condado es Sacramento, además es la ciudad más poblada y es capital del estado.

## Geografía
Según la Oficina del Censo, el condado tiene un área total de 2577 km², de la cual 2501.9 km² es tierra y 77.7 km² (3.00%) es agua.

### Condados adyacentes
- Condado de Placer (norte)
- Condado de El Dorado & condado de Amador (este)
- Condado de San Joaquín (sur)
- Condado de Contra Costa (sureste)
- Condado de Sutter (noroeste)

### Localidades

#### Ciudades
Citrus Heights |
Elk Grove |
Folsom |
Galt |
Isleton |
Rancho Cordova |
Sacramento 

#### Lugares designados por el censo
Antelope |
Arden-Arcade |
Carmichael |
Clay |
Courtland |
Elverta |
Fair Oaks |
Florin |
Foothill Farms |
Franklin |
Fruitridge Pocket |
Gold River |
La Riviera |
Lemon Hill |
Mather |
North Highlands |
Orangevale |
Parkway |
Rancho Murieta |
Río Linda |
Rosemont |
Vineyard |
Walnut Grove |
Wilton 

#### Áreas no incorporadas
Herald |
Hood |
Locke |
Paintersville |
Ryde |
Sloughhouse 

## Demografía
| Raza / Etnia                                   | Pop 2010  | Pop 2020  | % 2010  | % 2020  |
| ---------------------------------------------- | --------- | --------- | ------- | ------- |
| Blancos (NH)                                   | 687,166   | 650,271   | 48.43%  | 41.03%  |
| Negros (NH)                                    | 139,949   | 145,724   | 9.86%   | 9.19%   |
| Nativos (NH)                                   | 7,875     | 7,432     | 0.56%   | 0.47%   |
| Asiáticos (NH)                                 | 198,944   | 276,295   | 14.02%  | 17.43%  |
| Estadounidenses de las islas del Pacífico (NH) | 13,099    | 18,011    | 0.92%   | 1.14%   |
| Otra (NH)                                      | 3,418     | 10,104    | 0.24%   | 0.64%   |
| Multirracial (NH)                              | 62,141    | 102,784   | 4.38%   | 6.48%   |
| Hispano o Latino (cualquier raza)              | 306,196   | 374,434   | 21.58%  | 23.62%  |
| Total                                          | 1,418,788 | 1,585,055 | 100.00% | 100.00% |

En el censo de 2000, había 1 223 499 personas, 453 602 hogares y 297 562 familias residiendo en el condado. La densidad poblacional era de 489 personas por km². En el 2000 había 474 814 unidades habitacionales en una densidad de 190 por km². La demografía del condado era de 64.02% blancos, 10.53% afroamericanos, 1.09% amerindios, 13.53% asiáticos, 0.59% isleños del Pacífico, 7.48% de otras razas y 5.84% de dos o más razas. 19.31% de la población era de origen hispano o latino de cualquier raza.
Según la Oficina del Censo en 2000 los ingresos medios por hogar en la localidad eran de $43 816, y los ingresos medios por familia eran $50 717. Los hombres tenían unos ingresos medios de $39 482 frente a los $31 569 para las mujeres. La renta per cápita para la localidad era de $21 142. Alrededor del 14.1% de la población estaban por debajo del umbral de pobreza.

## Transporte

### Principales autopistas
- Interestatal 5
- Interestatal 80
- Interestatal 80 Business
- U.S. Route 50
- Ruta Estatal 16
- Ruta Estatal 70
- Ruta Estatal 99
- Ruta Estatal 104
- Ruta Estatal 160